# Mein Leopold (film 1924)
Mein Leopold è un film muto del 1924 diretto da Heinrich Bolten-Baeckers.

## Produzione
Il film fu prodotto dalla BB-Film-Fabrikation.

## Distribuzione
Distribuito dalla Universum Film (UFA), il film - in sei atti per una lunghezza di 2218 metri - ebbe il visto di censura il 27 settembre 1924 e fu presentato il 30 settembre o il 1º ottobre all'Ufa-Palast am Zoo di Berlino.

### Diverse versioni
- Mein Leopold, regia di Heinrich Bolten-Baeckers (1914)
- Mein Leopold, regia di Heinrich Bolten-Baeckers (1924)
- Mein Leopold, regia di Hans Steinhoff (1931)
- Mein Leopold, regia di Géza von Bolváry (1955)